# ساندنشان
ساندنشان (به لاتین: Sandnessjøen) یک شهرک در نروژ است که در الستاهاگ واقع شده‌است. ساندنشان دارای ۴ کیلومتر مربع مساحت و ۵٬۹۳۰ نفر جمعیت می‌باشد.